# 쿠릴-캄차카 해구

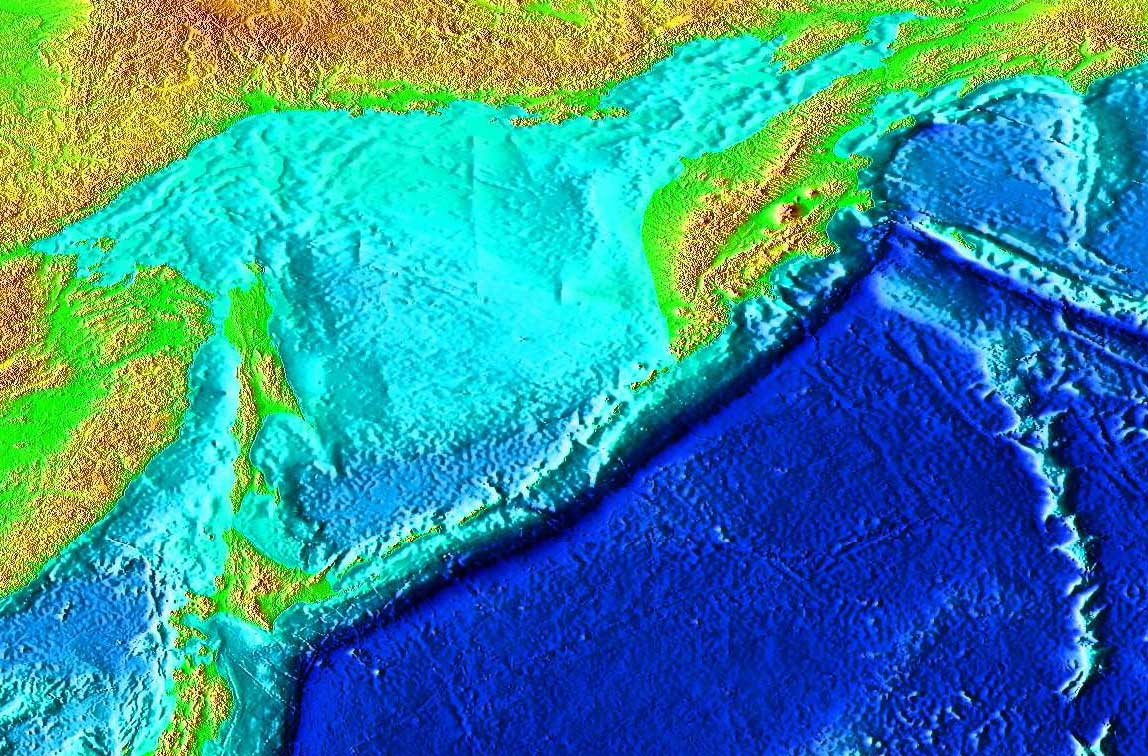
쿠릴-캄차카 해구를 포함하는 북서 태평양의 지형 이미지.

쿠릴-캄차카 해구(Kuril–Kamchatka Trench, 일본어: 千島海溝)는 북서 태평양에 위치한 해구이다. 캄차카반도 남동쪽 해안에서 떨어져 있으며, 쿠릴 열도와 나란히 뻗어 홋카이도 동쪽에서 일본 해구와 만난다. 이 해구는 북동쪽 러시아 코만도르스키예 제도 근처의 울라한 단층과 알류샨 해구와의 삼중합점에서 남서쪽의 일본 해구와의 교차점까지 이어진다.
이 해구는 백악기 후기에 형성된 섭입대(subduction zone)의 결과로 형성되었으며, 이 섭입대는 쿠릴 열도와 캄차카 화산호를 만들었다. 태평양판은 해구를 따라 오호츠크판 아래로 섭입되고 있으며, 이는 강력한 화산 활동으로 이어진다.
해구의 최대 깊이는 동료 검토 학술 논문에서 9,600m로 보고되었다.

## 지각 활동

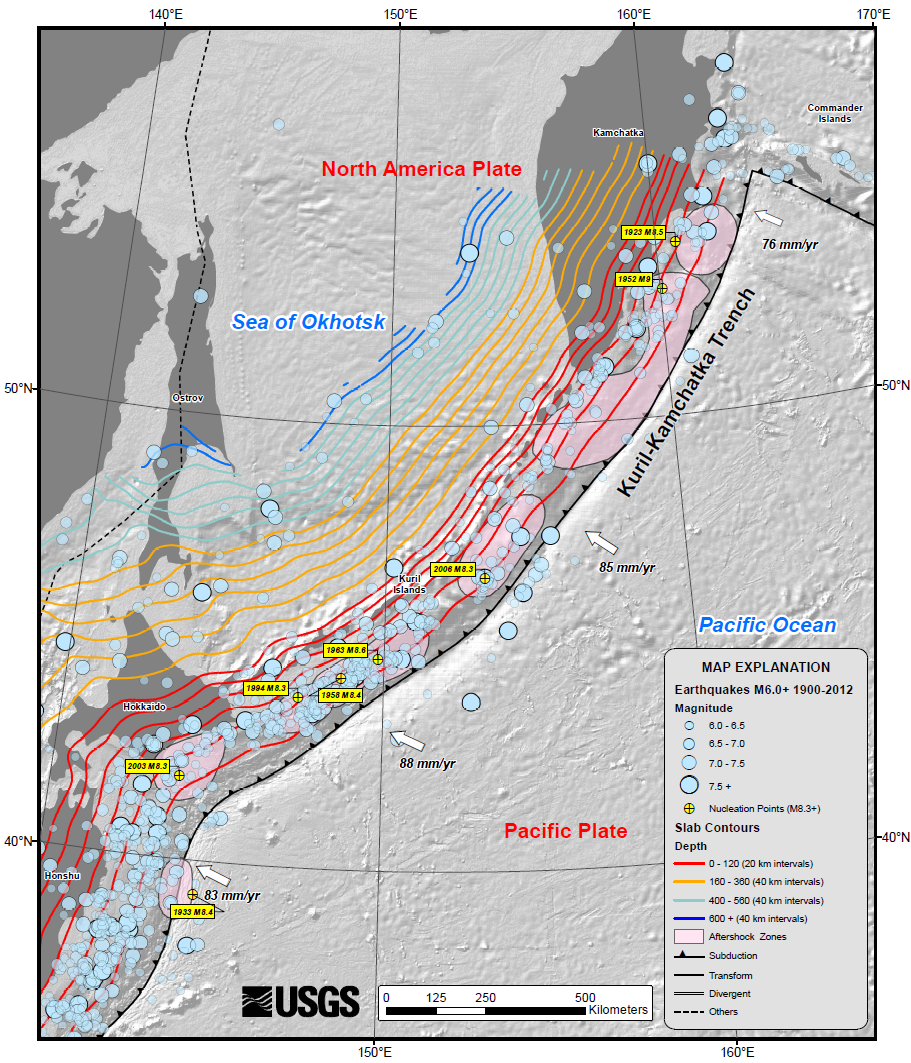
하강하는 판 위에 깊이 등고선이 표시된 지진 발생 위치 지도

쿠릴-캄차카 해구에서는 태평양판이 과거 북아메리카판의 일부로 간주되었던 작은 판인 오호츠크판 아래로 섭입하고 있다. 수렴 속도는 북쪽에서는 약 75 mm (3.0 in)/년에서 남쪽 끝에서는 약 83 mm (3.3 in)/년에 이른다. 수렴 경사는 남쪽으로 갈수록 증가하며, 이로 인해 주향제압 응력이 해구에 수직인 스러스트 지진과 해구에 평행한 주향 이동 지진으로 분할된다. 이러한 분할은 쿠릴 전호가 북아메리카판에 대해 서쪽으로 이동하는 결과를 초래한다.

## 관련 지진 활동
섭입대와 관련된 주요 지진:
| 날짜             | 위치             | 규모 |
| ---------------- | ---------------- | ---- |
| 1923년 2월 3일   | 러시아 캄차카    | 8.4  |
| 1923년 4월 13일  | 러시아 캄차카    | 8.2  |
| 1933년 3월 2일   | 일본 산리쿠 해역 | 8.6  |
| 1952년 11월 4일  | 러시아 캄차카    | 9.0  |
| 1958년 11월 6일  | 러시아 쿠릴 열도 | 8.4  |
| 1963년 10월 13일 | 러시아 쿠릴 열도 | 8.5  |
| 1994년 10월 4일  | 러시아 쿠릴 열도 | 8.3  |
| 2003년 9월 25일  | 일본 홋카이도    | 8.3  |
| 2006년 11월 15일 | 러시아 쿠릴 열도 | 8.3  |
| 2013년 5월 24일  | 오호츠크해       | 8.3  |
| 2017년 7월 18일  | 러시아 캄차카    | 7.8  |
| 2020년 3월 25일  | 러시아 캄차카    | 7.5  |

## 같이 보기
- 환태평양 조산대